# Lac Asveja
Le lac Asveja (lituanien : Asvejabežeras) ou lac Dubingiai (lituanien : Dubingių ežeras) est le plus long lac de Lituanie.

## Description
Le lac Asveja est le lac le plus long de Lituanie dune longueur de 21,9 km ou de 29,7 km en comptant les anses Žalktynė, Vyriogala et Dubingiai). 
Il couvre une superficie de 9,78 km2 et atteint une profondeur de 50,2 m, ce qui en fait le troisième lac le plus profond de Lituanie.